# مارتن إكيغويين
مارتن إكيغويين (بالإسبانية: Martín Echegoyen) (و. 1891 – 1974 م) هو سياسي، ومحام من الأوروغواي ولد في مونتيفيديو.

## روابط خارجية
- مارتن إكيغويين على موقع مونزينجر (الألمانية)